# Al-Yaarubiyah (nahija)
Nahija Al-Yaarubiyah je nahija u okrugu Al-Malikiyah, u sirijskoj pokrajini Al-Hasakah. Po popisu iz 2004. (prije rata), nahija je imala 39.459 stanovnika. Administrativno sjedište je u naselju Al-Yaarubiyah.